# Lovie Simone
Lovie Simone Oppong (Nueva York, 29 de noviembre de 1998) es una actriz estadounidense, conocida por su papel de Zora Greenleaf en la serie dramática de Oprah Winfrey Network, Greenleaf.

## Biografía
Simone nació el 29 de noviembre de 1998 en la ciudad de Nueva York y se crio en el condado de Orange, Nueva York. Asistió a Monroe-Woodbury High School desde su primer año hasta su último año. Su madre es afroamericana y su padre es ghanés. Tiene una hermana gemela llamada Yuri, que es una música que se hace llamar Reiyo The Giant y un hermano y una hermana menores. Estudió en una escuela de actuación en Nueva York y luego apareció en un comercial nacional de J. C. Penney.

## Filmografía

### Cine
| Año  | Título              | Papel          |
| ---- | ------------------- | -------------- |
| 2018 | Monster             | Renee Pickford |
| 2019 | Share               | Jenna          |
| 2019 | Selah y las espadas | Selah Summers  |
| 2020 | The Craft: Legacy   | Tabby          |
| 2022 | The Walk            | Wendy Robbins  |

### Televisión
| Año     | Título                        | Papel           | Notas                             |
| ------- | ----------------------------- | --------------- | --------------------------------- |
| 2016–20 | Greenleaf                     | Zora Greenleaf  | Reparto principal, 60 episodios   |
| 2017    | Orange Is the New Black       | Jasmin          | Episodio: "Sing It, White Effie"  |
| 2017    | Blue Bloods                   | Gina Walker     | Episodio: "The Forgetten"         |
| 2020    | Social Distance               | Ayana           | Episodio: "Pomp and Circumstance" |
| 2021    | Power Book III: Raising Kanan | Davina Harrison | Reparto principal, 10 episodios   |